# پتالینگ استریت

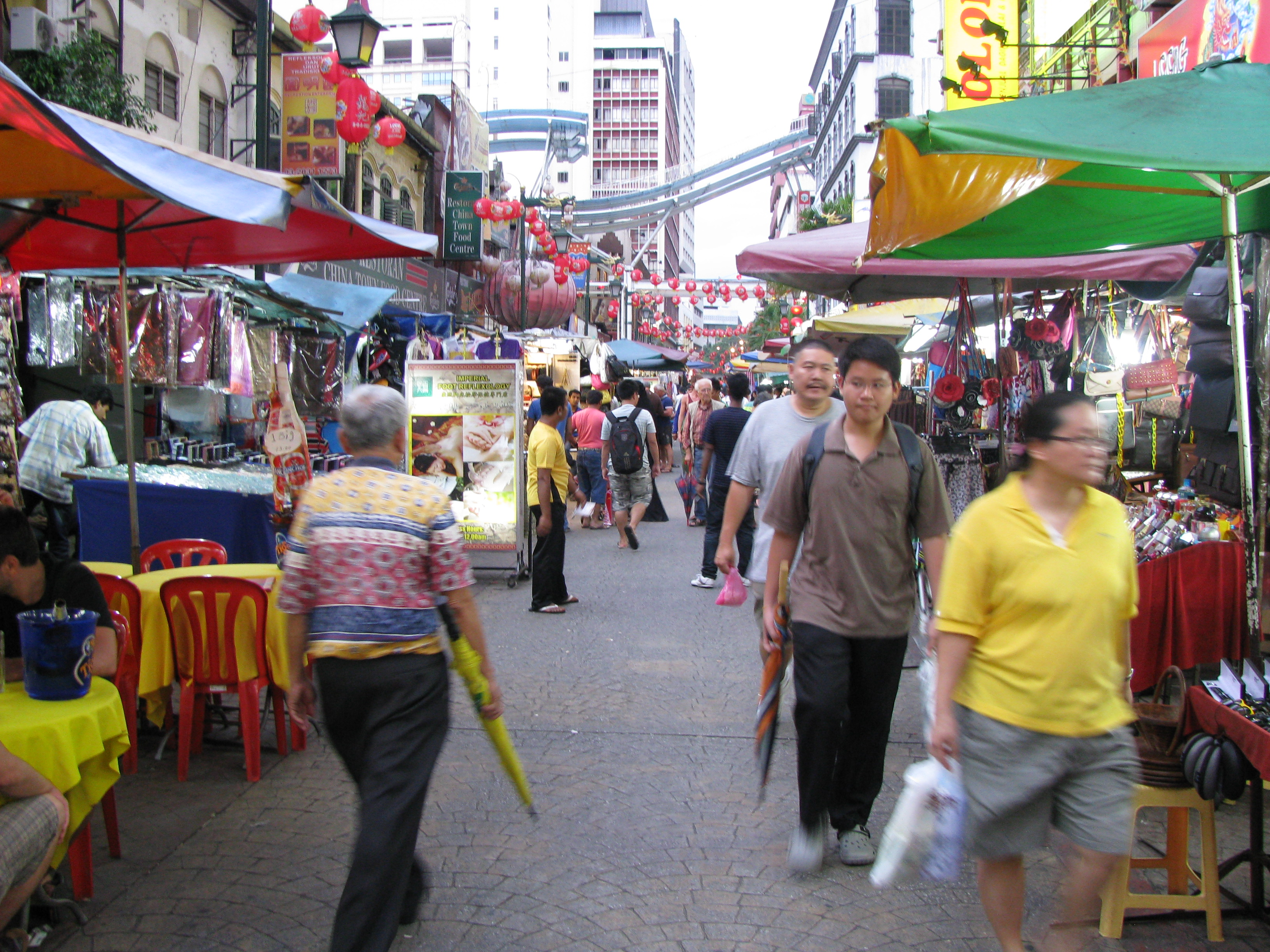
خیابان فرعی در محله چینی‌ها، کوالا لامپور

پتالینگ استریت (انگلیسی: Petaling Street) (مالایی: Jalan Petaling, چینی ساده: 茨厂街, چینی سنتی: 茨廠街, پین‌یین: Cíchǎng Jiē, کانتونی جیوت‌پینگ: ci4 cong2 gaai1) یک محله چینی‌ها است که در کوالا لامپور، مالزی واقع شده است. هم چنین تمام این حوالی به چایناتاون کی ال هم شناخته می‌شود. در این محله، چانه زدن بر سر قیمت اجناس فروشی یک موضوع رایج است و به‌طور معمول پر از افراد محلی و گردشگران است.
این ناحیه دارای رستوران‌ها و دکه‌های زیادی است که مبادرت به فروش غذا می‌کنند و غذاهای محبوب محلی همچون هاکین می، ایکان باکار (ماهی کبابی)، لاکسا و کاری می را ارائه می‌کنند. رگی بار چایناتاون در اینجا واقع شده است. کاسب‌های اینجا به‌طور عمده چینی هستند ولی کاسب‌های هندی، مالایی و بنگلادشی، نیز وجود دارند. ضمن اینکه به خاطر فحشای خیابانی هم معروف است.